# Колецкова, Галина Ивановна
Галина Ивановна Колецкова (род. 1940, Москва) — рабочая-вакуумщица Московского механического завода. Депутат Верховного Совета СССР 10-го созыва.

## Биография
Галина Колецкова родилась в 1940 году в Москве. В 1941 году погиб на фронте её отец. Мать работала клееваром на мясокомбинате.
В 1958 году, после окончания школы, пошла работать на механический завод. Там её первой наставницей была Людмила Сергеевна Коваленко. В 1974 году вступила в КПСС. Трижды избиралась депутатом Моссовета. В 1979 году избрана депутатом Верховного Совета СССР 10-го созыва от Тимирязевского избирательного округа города Москвы. В 1981 году была делегатом XXVI съезда КПСС.
Награждена орденом Трудового Красного Знамени, орденом Трудовой Славы III степени и знаком «Ударник коммунистического труда».
Замужем за наладчиком механического завода. Есть дочь Ирина.